# Lore Kullmer
Lore Kullmer (* als Lore Poschmann am 9. November 1919 in Elberfeld; † 3. April 2011 in Frankfurt am Main) war eine deutsche Wirtschaftswissenschaftlerin.

## Leben
Kullmer übernahm am 7. April 1967 den Lehrstuhl der Volkswirtschaftslehre an der Fakultät für Wirtschaftswissenschaften der Universität Regensburg. Sie war eine der ersten Professorinnen, die an der Fakultät forschte. Ihr Spezialgebiet war die Finanzwissenschaft. Am 31. März 1985 wurde Lore Kullmer emeritiert.

## Schriften (Auswahl)
- Die Steuer als ordnungspolitisches Mittel. 1948, OCLC 73886017.
- Die Ehegattenbesteuerung. Ihre Geschichte, Problematik und Neuregelung in Deutschland, diskutiert unter Berücksichtigung der Erfahrungen in den USA. Frankfurt am Main 1960, OCLC 16300462.
- mit Heinz Haller, Carl S. Shoup und Herbert Timm (Hg.): Theorie und Praxis des finanzpolitischen Interventionismus. Fritz Neumark zum 70. Geburtstag. Tübingen 1970, ISBN 3-16-331282-9.